# Палата Рајхл
Палата Рајхл у Суботици подигнута 1904. године као породична палата архитекте Ференца Рајхла, за становање и пројектни биро. Грађевина представља непокретно културно добро као споменик културе од великог значаја.

## Архитектура
Палата као једно од најмаркантнијих остварења мађарске сецесије представља животно ремек дело архитекте Рајхла. Прочељем доминира централни део са улазним репрезентативним порталом, по замисли аутора, а по ободу уоквиреном жолнаи керамиком и кованим гвожђем. Са сваке стране лође постављени су дрвени еркери, са декоративним зтакама мурано мозаика. Разноврсност и богатство материјала који су се користили на фасадама пренели су се и на ентеријер. За сваку просторију посебно су пројектовани плафонски гипсани ба-рељефи и рељефни фризови у горњој партији зидова.
На спрату су се, поред велике трпезарије, која је служила и као балска дворана, налазили мушки салон за пушење и билијар сала, а одмах до њих музички салон. Иза мушког салона били су смештени женски салон и спаваћа соба, која је била повезана са купатилом, гардеробом и дечијом собом. Ова палата је још имала и просторију за породични доручак, која је била повезана са кухињом у приземљу.
Фасада дворишног дела је стилски изведена у складу са зачељем палате Рајхл, мада их је ипак дискретно делила ограда од кованог гвожђа као и тераса са држачима за цвеће, а са улице је парк Рајхлове палате био скривен високом оградом са малом дрвеном и великом колском капијом.
Од 1970. године се у Палати Рајхл налази Галерија модерне уметности „Ликовни сусрет“.